# Megangulus venulosus
Megangulus venulosus is een tweekleppigensoort uit de familie van de Tellinidae. De wetenschappelijke naam van de soort is voor het eerst geldig gepubliceerd in 1861 door Schrenck.